# Liste der Monuments historiques in Ruch (Gironde)
Die Liste der Monuments historiques in Ruch (Gironde) führt die Monuments historiques in der französischen Gemeinde Ruch auf.

## Liste der Bauwerke
| Bezeichnung   | Beschreibung   | Standort | Kennzeichnung | Schutzstatus | Datum | Bild           |
| ------------- | -------------- | -------- | ------------- | ------------ | ----- | -------------- |
| Schloss Vaure | Erbaut um 1600 | (Lage)   | PA33000009    | Inscrit      | 1996  | weitere Bilder |

## Liste der Objekte
| Bezeichnung                 | Beschreibung           | Standort                        | Kennzeichnung | Schutzstatus | Datum | Bild |
| --------------------------- | ---------------------- | ------------------------------- | ------------- | ------------ | ----- | ---- |
| Altar der südlichen Kapelle | Stein, 15. Jahrhundert | in der Kirche St-Étienne (Lage) | PM33001924    | Inscrit      | 2002  |      |